# Отравление угарным газом в Гудаури (2024)
14 декабря 2024 года 12 человек были найдены мертвыми в индийском ресторане в Гудаури, популярном горном курортном городе в Грузии, известном своим лыжным туризмом. Среди жертв сотрудниц ресторана, были 11 граждан Индии и одна гражданка Грузии. Их трупы были обнаружены в спальнях, расположенных на втором этаже заведения. Первоначальные расследования показали, что электрогенератор был установлен в закрытом помещении рядом со спальнями и был включен после отключения электроэнергии в этом районе. Грузинская полиция предположила, что пары генератора, вероятно, стали причиной отравления угарным газом. На телах не было обнаружено следов насилия, что исключает возможность убийства.
Министерство внутренних дел Грузии начало расследование инцидента, чтобы определить, способствовала ли трагедии халатность или неправильные меры безопасности. Мероприятие привлекло значительное внимание общественности, вызвав сильные эмоции как внутри страны, так и за рубежом. Инцидент быстро стал вирусным в социальных сетях, и пользователи выразили горе и возмущение, особенно по поводу потенциальных нарушений стандартов безопасности.